# Craig Johnson
Pour les articles homonymes, voir Craig Johnson (homonymie) et Johnson.
Craig Johnson (né le 8 mars 1972 à Saint Paul, Minnesota aux États-Unis) est un joueur professionnel américain de hockey sur glace qui évoluait au poste d'ailier gauche.

## Carrière de joueur
Joueur originaire du Minnesota, il rejoint l'équipe de l'Université du Minnesota, les Golden Gophers, avant le commencement de la saison 1990-1991. Il joue trois saisons avant de joindre l'équipe nationale américaine, qui lui permet de représenter son pays aux Jeux olympiques d'hiver de 1994 à Lillehammer en Norvège.
Il est sélectionné par les Blues de Saint-Louis lors du repêchage de la Ligue nationale de hockey de 1990. Il rejoint l'organisation en 1994-1995 mais n'y reste que deux saisons. Il fait partie de l'échange qui permet aux Blues de mettre la main sur Wayne Gretzky, qui évoluait alors avec les Kings de Los Angeles.
Il demeure avec les Kings jusqu'au terme de la saison 2002-2003. Il connaît sa meilleure saison en carrière, récoltant 38 points en 1997-1998. Après son départ de Los Angeles, il signe un contrat avec les Mighty Ducks d'Anaheim. Au cours de cette dernière saison dans la LNH, il joue pour trois clubs. Par la suite, il joue trois saisons en Allemagne et une en Autriche avant de mettre fin à sa carrière en 2008.

## Statistiques

### En club
| Saison     | Équipe                          | Ligue      |     | Saison régulière | Saison régulière | Saison régulière | Saison régulière | Saison régulière |   | Séries éliminatoires | Séries éliminatoires | Séries éliminatoires | Séries éliminatoires | Séries éliminatoires |
| Saison     | Équipe                          | Ligue      | PJ  | B                | A                | Pts              | Pun              | PJ               | B | A                    | Pts                  | Pun                  |                      |                      |
| 1987-1988  | Pioneers de Hill-Murray         | HS         | 28  | 14               | 20               | 34               | 4                | -                | - | -                    | -                    | -                    |                      |                      |
| 1988-1989  | Pioneers de Hill-Murray         | HS         | 24  | 22               | 30               | 52               | 10               | -                | - | -                    | -                    | -                    |                      |                      |
| 1989-1990  | Pioneers de Hill-Murray         | HS         | 23  | 15               | 36               | 51               | 0                | -                | - | -                    | -                    | -                    |                      |                      |
| 1990-1991  | Golden Gophers du Minnesota     | NCAA       | 33  | 13               | 18               | 31               | 34               | -                | - | -                    | -                    | -                    |                      |                      |
| 1991-1992  | Golden Gophers du Minnesota     | NCAA       | 44  | 19               | 39               | 58               | 70               | -                | - | -                    | -                    | -                    |                      |                      |
| 1992-1993  | Golden Gophers du Minnesota     | NCAA       | 42  | 22               | 24               | 46               | 68               | -                | - | -                    | -                    | -                    |                      |                      |
| 1993-1994  | Équipe nationale des États-Unis | Intl.      | 54  | 25               | 26               | 51               | 64               | -                | - | -                    | -                    | -                    |                      |                      |
| 1994-1995  | Rivermen de Peoria              | LIH        | 16  | 2                | 6                | 8                | 25               | 9                | 0 | 4                    | 4                    | 10                   |                      |                      |
| 1994-1995  | Blues de Saint-Louis            | LNH        | 15  | 3                | 3                | 6                | 6                | 1                | 0 | 0                    | 0                    | 2                    |                      |                      |
| 1995-1996  | IceCats de Worcester            | LAH        | 5   | 3                | 0                | 3                | 2                | -                | - | -                    | -                    | -                    |                      |                      |
| 1995-1996  | Blues de Saint-Louis            | LNH        | 49  | 8                | 7                | 15               | 30               | -                | - | -                    | -                    | -                    |                      |                      |
| 1995-1996  | Kings de Los Angeles            | LNH        | 11  | 5                | 4                | 9                | 6                | -                | - | -                    | -                    | -                    |                      |                      |
| 1996-1997  | Kings de Los Angeles            | LNH        | 31  | 4                | 3                | 7                | 26               | -                | - | -                    | -                    | -                    |                      |                      |
| 1997-1998  | Kings de Los Angeles            | LNH        | 74  | 17               | 21               | 38               | 42               | 4                | 1 | 0                    | 1                    | 4                    |                      |                      |
| 1998-1999  | Kings de Los Angeles            | LNH        | 69  | 7                | 12               | 19               | 32               | -                | - | -                    | -                    | -                    |                      |                      |
| 1999-2000  | Kings de Los Angeles            | LNH        | 76  | 9                | 14               | 23               | 28               | 4                | 1 | 0                    | 1                    | 2                    |                      |                      |
| 2000-2001  | Kings de Los Angeles            | LNH        | 26  | 4                | 5                | 9                | 16               | -                | - | -                    | -                    | -                    |                      |                      |
| 2001-2002  | Kings de Los Angeles            | LNH        | 72  | 13               | 14               | 27               | 24               | 7                | 1 | 2                    | 3                    | 2                    |                      |                      |
| 2002-2003  | Kings de Los Angeles            | LNH        | 70  | 3                | 6                | 9                | 22               | -                | - | -                    | -                    | -                    |                      |                      |
| 2003-2004  | Mighty Ducks d'Anaheim          | LNH        | 39  | 1                | 2                | 3                | 14               | -                | - | -                    | -                    | -                    |                      |                      |
| 2003-2004  | Maple Leafs de Toronto          | LNH        | 10  | 1                | 1                | 2                | 6                | -                | - | -                    | -                    | -                    |                      |                      |
| 2003-2004  | Capitals de Washington          | LNH        | 15  | 0                | 6                | 6                | 8                | -                | - | -                    | -                    | -                    |                      |                      |
| 2004-2005  | Hamburg Freezers                | DEL        | 42  | 19               | 25               | 44               | 56               | -                | - | -                    | -                    | -                    |                      |                      |
| 2005-2006  | DEG Metro Stars                 | DEL        | 25  | 11               | 2                | 13               | 48               | 13               | 8 | 5                    | 13                   | 40                   |                      |                      |
| 2006-2007  | DEG Metro Stars                 | DEL        | 50  | 19               | 19               | 38               | 83               | 9                | 3 | 2                    | 5                    | 20                   |                      |                      |
| 2007-2008  | EC Red Bull Salzbourg           | EBEL       | 23  | 3                | 6                | 9                | 30               | 15               | 2 | 5                    | 7                    | 32                   |                      |                      |
| Totaux LNH | Totaux LNH                      | Totaux LNH | 557 | 75               | 98               | 173              | 260              | 16               | 3 | 2                    | 5                    | 10                   |                      |                      |

### En équipe nationale
| Année | Équipe     | Compétition                 |   | PJ | B | A | Pts | Pun         |  | Résultat |
| 1991  | États-Unis | Championnat du monde junior | 2 | 0  | 2 | 2 | 0   | 4e position |  |          |
| 1993  | États-Unis | Championnat du monde        | 6 | 1  | 1 | 2 | 4   | 6e position |  |          |
| 1994  | États-Unis | Jeux olympiques             | 8 | 0  | 4 | 4 | 4   | 8e position |  |          |
| 1999  | États-Unis | Championnat du monde        | 6 | 0  | 3 | 3 | 0   | 6e position |  |          |

## Trophées et honneurs personnels
- 1991 : nommé dans l'équipe des recrues de la Western Collegiate Hockey Association

## Transactions
- 27 février 1996 : échangé aux Kings de Los Angeles par les Blues de Saint-Louis avec Patrice Tardif, Roman Vopat, un choix du 5e tour (Peter Hogan) lors du repêchage d'entrée dans la LNH en 1996 et d'un choix du 1er tour (Matt Zultek) lors du repêchage d'entrée dans la LNH en 1997 en retour de Wayne Gretzky.
- 9 septembre 2003 : signe un contrat comme agent libre avec les Mighty Ducks d'Anaheim.
- 10 janvier 2004 : réclamé au ballotage par les Maple Leafs de Toronto des Mighty Ducks d'Anaheim.
- 5 mars 2004 : réclamé au ballotage par les Capitals de Washington des Maple Leafs de Toronto.